# Ve siècle en Irlande
 (décembre 2016).
 (décembre 2016).

## Vesiècle
405
- Possible année de décès de Niall Noigiallach. Les Annales des Quatre Maîtres datent son règne de 378 à 405, sa mort[1]. La chronologie du Foras Feasa ar Éirinn de Keating est de façon générale d'accord, datant son règne de 368 à 395, et l'associant à des pillages en Grande-Bretagne dont la capture et ensuite l'esclavage du saint Patrick[2]. Cependant, les "rouleaux des rois" traditionnels et leur chronologie sont maintenant vus comme faux. Le haut roi n'existait pas avant le neuvième siècle, et le statut légendaire de Niall a été confondu avec l'importance politique de la dynastie qu'il a fondée. En se basant sur les généalogies Uí Néill et les dates attribuées à ses fils et petit-fils, les historiens modernes trouvent plus probable qu'il ait régné 50 ans après les dates traditionnelles, mourant aux alentours de 450[3].

410
- Aux alentours de cette date, avec la fin de la souveraineté romaine en Grande-Bretagne, des pilleurs irlandais tels que les Uí Liatháin et les Laigin s'attaquent aux côtes de la Grande-Bretagne. Ils mirent à sac plusieurs villes et capturèrent des esclaves mais plus tard colonisèrent des grandes parties du Gwynedd, en particulier la péninsule de Llŷn, les côtes de Arllechwedd, ainsi qu'en Arfon et en Anglesey.

## 430s
431
- Palladius est envoyé par le pape Célestin I comme évêque aux chrétiens irlandais.

432
- Saint Patrick arrive en Irlande pour aider à la conversion au christianisme des rois gaéliques païens (date traditionnelle)[4] (voir aussi l'entrée pour l'année 456)

435 ou 436
- Mort de Bressal Belach, Roi de Leinster

## 440s
440
- Mort de Amalgaid mac Fiachrae, roi de Connacht dont la mort a mené à une longue dispute sur la succession à la royauté

444
- Niall Noigiallach est actif en Irlande et en Grande-Bretagne (voir aussi l'entrée pour l'année 405)
- Armagh est fondée comme l'église principale d'Irlande[5].

445
- Mort de Dathí/Nath Í mac Fiachrae

446
- Bataille de Femen, en Brega; Mac Cairthinn mac Coelboth, roi de Leinster, est tué

447
- Mort de Secundinus/Saint Seachnaill, évêque en irland, le 27 novembre, fondateur de Dunshaughlin

## 450s
450
- Date probable de la chute du sur-royaume de Ulaid
- Date approximative de la fondation d'un monastère à Lusk par le St Macculin
- Mort de Niall Noigiallach (voir aussi l'entrée pour l'année 405)

451
- Année de naissance probable de Brigid de Kildare (la Sainte Brigitte)

453
- Année de décès probable de Niall Noigiallach (mais voir aussi les entrées des années 405 et 450)
- Probable date du début du règne de Óengus mac Nad Froích, premier roi chrétien de Munster

454
- Lóegaire mac Néill, roi de Tara, fête le Feis Temro (Festin de Tara), un rituel païen d'inauguration.

456
- Date suggérée  - le 5 avril - pour l'arrivée du Saint Patrick en Irlande (mais voir aussi l'entrée pour l'année 432)

457
- Date de décès probable de Palladius

459
- Mort d'Auxilius, évêque missionnaire en Irlande, fondateur de Killashee dans le Comté de Kildare

## Années 460
461 ou 462
- Mort de Lóegaire mac Néill, roi de Tara, fils de Niall Noigiallach, et le fondateur du royaume de Tír Eógain (maintenant le Comté de Tyrone)

464
- Meurtre du roi Conall Gulban de Donegal par les Masraighe à Magh Slécht

465
- Mort de Iserninus, évêque missionnaire en Irlande (Epsop Fith), fondateur de Kilcullen dans le Comté de Kildare, et d'Aghade dans le Comté de Carlow
- Mort de Eoghan mac Néill, fils de Niall Noigiallach, et le fondateur du royaume de Tír Eógain (maintenant le Comté de Tyrone) (mais voir aussi 461, où son frère Lóegaire est dit d'avoir fait la même chose)

467
- Mort de Saint Benigius, Évêque d'Armagh

468
- Bataille de Bri Ele

469
- Ailill Molt mac Nath Í/Dathí fête le Feis Temro

## 470s
470
- Première bataille de Dumha Aichir

476
- Première bataille de Granard

## 480s
480
- Seconde bataille de Granard

481
- Mort du Saint Iarliathe mac Treno, troisième Évêque d'Armagh

482
- Bataille d'Ochae (en Mide ou en Leinster). Ailill Molt est tué, et la branche Uí Néill des Connachta monopolise la royauté de Tara

483
- Assassinat de Cremthann mac Endai Chennselaig, Roi de Leinster

484
- Probable date de naissance du Saint Brendan "le Navigateur"

485
- Mort de Fincath mac Garrchu (ou Findchad mac Garrchon), Roi de Leinster

485 or 486
- Bataille de Granard ou Grainaret. Coirpre mac Néill, Roi de Tara, bat et tue Fincath mac Garrchu ou Findchad mac Garrchon: c'était un roi de Leinster, connue pour sa mort et sa défaite aux mains des Uí Néill. (Il n'y a pas de mention de lui dans le Livre de Leinster, mais il apparaît comme roi dans les Annales d'Inisfallen).

486
- Mort de Crimthann mac Énnai Cennsalach [6] qui était Roi de Leinster de la dynastie des Uí Cheinnselaig des Laigin. Il était fils de Énna Cennsalach, l'ancêtre de cette dynastie[7].

487
- Mort de l'Évêque Mel d'Ardagh le 6 février

489
- Bataille de Cell Osnadha: mort de Óengus mac Nad Froích, premier Roi de Munster chrétien
- Bataille de Tailtin
- Mort du Saint Cianán de Duleek, un disciple du Saint Patrick, le 24 novembre

## 490s
490
- Aux alentours de cette année, les Dál Riata établissent un royaume en Écosse

492
- Aux alentours de cette année Saint Mac Caill, Évêque de Cruachu Brig Ele (Croghan, County Offaly) meurt; ainsi que Óengus mac Nad Froích, Roi de Cashel (mais voir aussi l'entrée pour l'année 489)

493
- La bataille de Sruth
- La seconde bataille de Granairet
- Le 17 mars: date traditionnelle pour la mort du Saint Patrick (aussi donné dans les Annales d'Ulster sous l'année 492. Cath Corp Naomh Padraigh ("Bataille pour le Corps du Saint Patrick") s'est battu pour la possession de son corps)

494
- Bataille de Ceann Ailbhe

495
- Seconde bataille de Granard; Echu mac Coirpri bat et tue Fróech mac Finchada, Roi de Leinster (mais voir aussi l'entrée pour l'année 480)

496
- Le 6 septembre: mort du Saint Mac Cuilinn, Évêque de Lusk

497
- Mort de Cormac, Évêque d'Armagh, heres Patricii (héritier du Saint Patrick)

498
- Naissance du Saint Kevin de Glendalough (mort en 618 selon sa légende), l'Abbot de Glendalough dans le Comté de Wicklow
- Le 23 juin: mort du Saint Mo Choi de Nendrum; aussi donnée sous la date 497 dans les Annales d'Ulster

499
- "Bellum" (guerre) donnée comme avoir eu lieu en Leinster
- Le 23 avril: mort de l'Évêque Ibar de Bergerin au port de Wexford

## 500
500
- Composition des anciens poèmes généalogiques de Leinster par Laidcenn mac Bairchedo parmi d'autres
- Période du vieil irlandais (jusqu'au VIIIe siècle)
- La guerre continue en Leinster entre ses rois et les Connachta